# Adrias
Adrias (altgriechisch Ἀδρίας Adrías) ist in der griechischen Mythologie der eponyme Heros des Adriatischen Meeres.
Bei Theopompos wird er sowohl als Namensgeber des Adriatischen Meeres als auch als Gründer der an diesem Meer gelegenen Stadt Adria genannt, zudem ist er der Vater des Illyrers Ionios, des Namensgebers des Ionischen Meeres.
Nach Strabon ist er der Namensgeber eines Adria genannten Mündungsarmes des Flusses Po, nach dem die Stadt benannt worden sein soll. Eudoxos von Rhodos gibt als Sohn des Adrias den Messapier Pauson an.